# ای‌ام گلوبال
ای‌ام گلوبال (انگلیسی: IM Global) یک شرکت تولید فیلم و تلویزیون مستقل آمریکایی است، این شرکت توسط استوارت فورد در آوریل ۲۰۰۷ تأسیس شد و در تولید فیلم، تلویزیون و موسیقی بین‌المللی و همچنین فروش و توزیع بین‌المللی فعالیت می‌کند.